# جامعة مصر الدولية
جامعة مصر الدولية هي إحدى جامعات مصر الخاصة ، تقع في الكيلو 69 من طريق القاهرة-الإسماعيلية الصحراوي في (مدينة العبور) بمحافظة القليوبية.

## الكليات
- كلية تكنولوجيا المعلومات.
- كلية إدارة الاعمال.
- كلية الهندسة.
- كلية طب الأسنان.
- كلية الإعلام.
- كلية الصيدلة.
- كلية اللغات.

## وصلات خارجية
- الموقع الرسمي